# Гетманский, Борис Алексеевич
Борис Алексеевич Гетманский — советский хозяйственный и политический деятель.

## Биография
Родился в 1934 году в Ровеньках. Член КПСС.
Окончил Новочеркасский политехнический институт.
С 1957 года — на хозяйственной, общественной и политической работе.
До 1960 г. — начальник ОТК, горный мастер, помощник главного инженера, комсорг разреза «Южный» треста «Черемховоуголь».
В 1960—1964 гг. — второй, первый секретарь Черемховского горкома ВЛКСМ, второй секретарь Иркутского обкома ВЛКСМ.
В 1964—1971 гг. — секретарь парткома строительства, секретарь парткома Коршуновского ГОК.
В 1971—1983 гг. — заместитель заведующего промышленно-транспортным отделом Иркутского обкома КПСС, первый секретарь Черемховского горкома КПСС, секретарь Иркутского облисполкома, заведующий отделом промышленности Иркутского обкома КПСС.
В 1983—1988 гг. — первый секретарь Братского горкома КПСС.
Делегат XXVII съезда КПСС.
Жил в Братске.

## Награды
- Орден Трудового Красного Знамени
- Орден Знак Почёта